# Мукоко, Юссуфа
Юссуфа́ Мукоко́ (нем. Youssoufa Moukoko; родился 20 ноября 2004) — немецкий футболист, нападающий клуба «Копенгаген» и сборной Германии. Стал широко известен в прессе и социальных сетях благодаря своим бомбардирским рекордам на юношеском уровне, его называли «вундеркиндом», «феноменом» и «самым ярким талантом в мировом футболе».

## Клубная карьера
Мукоко начал свою карьеру в футбольной академии немецкого клуба «Санкт-Паули» в 2014 году. Выступая за команду до 15 лет, он забил 21 гол в 12 матчах. В июле 2016 года присоединился к академии клуба «Боруссия Дормунд». Забил рекордные 33 гола в 15 матчах за команду «Боруссии» до 15 лет. Став единственным 13-летним игроком в Бундеслиге для игроков до 17 лет, забил рекордные 50 голов в 28 матчах этого турнира. Перед сезоном 2019/20 14-летний Мукоко перешёл в команду «Боруссии» до 19 лет, забив шесть голов в первом же матче турнира против «Вупперталя». 17 сентября 2019 года дебютировал в Юношеской лиге УЕФА в матче против «Барселоны», став самым юным игроком в истории этого турнира. 23 октября в матче против «Интернационале» 14-летний Юссуфа забил свой первый гол в турнире, став самым юным автором гола в истории Юношеской лиги УЕФА. К апрелю 2020 года, за шесть игр до конца сезона, прерванного из-за пандемии COVID-19, Мукоко забил 34 гола в 20 матчах за команду «Боруссии» до 19 лет, что стало очередным рекордом.
С января 2020 года Мукоко начал тренироваться с основным составом дортмундской «Боруссии». В апреле 2020 года немецкая Бундеслига объявила о снижении минимального возраста для участия в турнире с 17 до 16 лет, что позволило Мукоко дебютировать за «Боруссию» уже в ноябре 2020 года. Бывший игрок «Боруссии» Ларс Риккен заметил, что хотя обычно «не стоит слепо выпускать» юных игроков в профессиональных турнирах, случай с Мукоко является «особенным».
21 ноября 2020 года, на следующий день после своего шестнадцатого дня рождения, Мукоко дебютировал в основном составе дортмундской «Боруссии», выйдя на замену Эрлингу Холанну в матче против берлинской «Герты». В возрасте 16 лет и 1 дня он стал самым молодым игроком в истории немецкой Бундеслиги, побив рекорд, принадлежавший до этого Нури Шахину. 8 декабря 2020 года дебютировал в Лиге чемпионов УЕФА, выйдя на замену в матче против «Зенита», и стал самым молодым игроком в истории турнира (на момент дебюта ему было 16 лет и 18 дней), побив рекорд, принадлежавший ранее Селестину Бабаяро. 18 декабря 2020 года забил свой первый гол за клуб в матче немецкой Бундеслиги против берлинского «Униона». В возрасте 16 лет и 28 дней он стал самым молодым автором гола в истории немецкой Бундеслиги, побив рекорд, принадлежавший Флориану Вирцу. В начале апреля 2021 года стало известно, что Мукоко пропустит остаток сезона 2020/21 из-за травмы связок, полученной в марте во время тренировки в составе молодёжной сборной Германии.
28 июня 2025 года Мукоко перешёл в датский клуб «Копенгаген», подписав пятилетний контракт.

## Карьера в сборной
11 сентября 2017 года 12-летний Мукоко дебютировал за сборную Германии до 16 лет в матче против сверстников из Австрии. Два дня спустя во втором матче против того же соперника забил два мяча, обеспечив немцам победу со счётом 2:1. Он стал самым молодым игроком в истории сборной Германии до 16 лет.
Главный тренер сборной Германии Йоахим Лёв в 2019 году заявил, что наблюдает за прогрессом юного игрока, но призвал набраться терпения и позволить ему «спокойно развиваться».
В феврале 2020 года получил первый вызов в сборную Германии до 19 лет. В сентябре 2020 года 15-летний Мукоко дебютировал за сборную Германии до 20 лет в матче против сборной Дании.
В марте 2021 года 16-летний Мукоко был включён в заявку сборной Германии до 21 года на матчи группового этапа молодёжного чемпионата Европы. Однако на турнире не сыграл, получив травму на тренировке. 2 сентября 2021 года дебютировал за сборную Германии до 21 года в матче отборочного турнира к чемпионату Европы до 21 года против сборной Сан-Марино, отметившись двумя забитыми мячами.
16 ноября 2022 года дебютировал за главную сборную Германии в товарищеском матче против сборной Омана.

## Достижения
Германия (до 21 года)
- Победитель Чемпионата Европы (до 21 года): 2021

Личные достижения
- Золотая медаль Фрица Вальтера (лучший игрок до 17 лет): 2021
- Золотая медаль Фрица Вальтера (лучший игрок до 19 лет): 2023

## Статистика выступлений
По состоянию на 29 июля 2025 года
| Клуб              | Сезон            | Лига | Лига | Кубок | Кубок | Еврокубки | Еврокубки | Прочие | Прочие | Итого | Итого |
| Клуб              | Сезон            | Игры | Голы | Игры  | Голы  | Игры      | Голы      | Игры   | Голы   | Игры  | Голы  |
| ----------------- | ---------------- | ---- | ---- | ----- | ----- | --------- | --------- | ------ | ------ | ----- | ----- |
| Боруссия Дортмунд | 2020/21          | 14   | 3    | 0     | 0     | 1         | 0         | 0      | 0      | 15    | 3     |
| Боруссия Дортмунд | 2021/22          | 16   | 2    | 2     | 0     | 3         | 0         | 1      | 0      | 22    | 2     |
| Боруссия Дортмунд | 2022/23          | 26   | 7    | 3     | 0     | 6         | 0         | 0      | 0      | 35    | 7     |
| Боруссия Дортмунд | 2023/24          | 20   | 5    | 3     | 1     | 4         | 0         | 0      | 0      | 27    | 6     |
| Боруссия Дортмунд | Итого            | 76   | 17   | 8     | 1     | 14        | 0         | 1      | 0      | 99    | 18    |
| Ницца (аренда)    | 2024/25          | 11   | 2    | 3     | 0     | 8         | 0         | 0      | 0      | 22    | 1     |
| Копенгаген        | 2025/26          | 2    | 0    | 0     | 0     | 2         | 0         | 0      | 0      | 4     | 0     |
| Копенгаген        | Итого            | 2    | 0    | 0     | 0     | 2         | 0         | 0      | 0      | 4     | 0     |
| Всего за карьеру  | Всего за карьеру | 91   | 20   | 11    | 1     | 24        | 0         | 1      | 0      | 127   | 21    |

## Спонсорские соглашения
В 2019 году 14-летний Мукоко подписал спонсорское соглашение с компанией Nike, согласно которому должен заработать 10 млн евро.

## Стиль игры
Помимо бомбардирского таланта, отличается высокой скоростью, хорошей техникой и высоким трудолюбием. Тренер команды «Боруссии» до 19 лет Михаэль Скиббе в 2019 году отметил: «Однажды мальчик станет профессионалом. Это так же точно, как „аминь“ в церкви. Только травмы могут остановить его».
В Германии Мукоко называли «новым Это’о», сравнивая с другим уроженцем Камеруна Самюэлем Это’о. Сам игрок своим кумиром считает Лионеля Месси, который подарил Юссуфу на его 15-й день рождения свою футболку и отправил персональное поздравление.

## Сомнения по поводу возраста
Некоторые издания в Германии выразили сомнения в действительном возрасте Мукоко, предполагая, что на самом деле он старше. Координатор молодёжных команд «Боруссии» Ларс Риккен категорически отверг домыслы о «настоящем» возрасте игрока, назвав сообщения некоторых СМИ по этому поводу «удручающими». Отец Мукоко и официальные представители «Боруссии» в ответ на это заявили, что оригинальное свидетельство о рождении Мукоко, выданное в Камеруне, является подлинным, а в 2016 году Германии было выдано новое свидетельство о рождении, подтверждающее его возраст. В 2017 году, когда Мукоко было 12 лет, его отец заметил: «Он не может быть старше, так как его маме, Мари, только 28».
13 декабря 2024 года появилась информация, что Джозеф Мукоко, считающийся отцом Юссифа Мукоко, заявил под присягой о том, что тот на самом деле родился 19 июля 2000 года. В ответ представители «Боруссии» заявили, что и футболист, и его биологические родители сообщали под присягой о том, что дата рождения Мукоко, указанная в немецких документах (20 ноября 2004 года), соответствует действительности.

## Семья
Уроженец Яунде, Камерун, первые десять лет своей жизни Мукоко прожил на родине со своими бабушкой и дедом. Отец Мукоко, который жил в Гамбурге и был гражданином Германии с 1990-х годов, взял сына в Германию летом 2014 года. У Юссуфы Мукоко также есть четверо братьев и сестёр.